# Teologia dialettica
La teologia dialettica è quell'indirizzo della teologia negativa che, contrapponendosi all'analogia entis, estremizza la distanza fra la realtà storica umana e la condizione divina.

## La teologia dialettica di Barth
Questa forma di teologia costituisce il nucleo centrale del pensiero di Karl Barth esposto nella sua Epistola ai Romani, ed ha influenzato in maniera decisiva quasi tutta la teologia del Novecento, sia in ambito protestante, sia in parte in quello cattolico. L'espressione teologia dialettica, o teologia della crisi come viene anche indicata, significa che ci si può riferire a Dio solo «dialetticamente», cioè per contrapposizione, ossia unicamente riconoscendo l'insanabile contrasto esistente tra Lui e il mondo, per via dell'abissale alterità che sussiste tra queste due dimensioni. Il termine dialettica non va quindi inteso in senso hegeliano come conciliazione di tesi e antitesi in una sintesi comune, bensì al contrario nel suo originario significato neoplatonico, tipico della teologia negativa, basato sul criterio della polarità e della reciproca opposizione. Lo stesso Barth tiene a sottolineare l'inadeguatezza di tutti quei sistemi filosofici immanenti, a partire da Hegel fino alla teologia liberale, che ritenevano di poter comprendere l'Assoluto all'interno di categorie umane, sulla base di una presunta accordabilità tra Dio e i nostri schemi mentali.
La teologia dialettica quindi nasce proprio come disciplina volta a proteggere l'infinita distanza che ci separa da Dio, per sottrarla ai futili tentativi di colmarla. Essa afferma l'assoluta trascendenza di Dio, intendendolo secondo una terminologia ripresa da Søren Kierkegaard e Rudolf Otto come l'«infinita differenza qualitativa» e il totalmente Altro rispetto all'uomo. L'unico modo per parlare di Dio, secondo Barth, consiste nel lasciarLo parlare attraverso le Scritture, a cui occorre rapportarsi direttamente senza mediazione alcuna.  È infatti impossibile approdare a una qualche forma di conoscenza su di Lui per altre vie: Egli è il Deus absconditus, il Dio nascosto che decide di rivelarsi in forma libera e gratuita, ma proprio per questo in una maniera che risulta del tutto incomprensibile. Verità e nascondimento di Dio rappresentano così l'orizzonte dialettico-bipolare oltre il quale non è possibile andare. Allo stesso modo Dio elargisce la grazia e la salvezza indipendentemente da qualsivoglia criterio accertabile: il Suo darsi volontariamente al mondo è al contempo un ritrarsi.
(Karl Barth, dall'Epistola ai Romani)
Dio è cioè negatività totale, il punto in cui ogni domanda di senso deve prima annichilarsi, per potersi poi aprire al dato rivelato. Fede e ragione, sacro e profano, sono i due poli estremi circoscritti dal limite, o «linea della morte», che separa radicalmente ciò che è possibile agli uomini da ciò che è possibile a Dio.

### Corrispettivo filosofico
Il corrispettivo in filosofia della teologia dialettica è la differenza ontologica, il divario fondamentale che per Heidegger sussiste fra l'ente e l'Essere. Mentre tuttavia per Heidegger Dio si rivela anche e soprattutto nella storia, nel suo «darsi» nel tempo, Barth intendeva svuotare di significato la stessa vicenda storica umana, ritenendo che l'intervento della grazia dipendesse da un'impenetrabile volontà di Dio, avulsa da ogni contesto temporale. Nei successivi sviluppi del suo pensiero, tuttavia, Barth conciliò la concezione radicale della teologia dialettica con una visione più umana di Dio, volta a riscoprirne una certa vicinanza col mondo.

## Altri autori
Tra gli autori che si richiamarono in vario modo alla teologia dialettica di Barth vi fu Rudolf Bultmann, il quale cercò di conciliarla con alcuni aspetti della teologia liberale. Ferma restando l'assoluta trascendenza di Dio, Bultmann riteneva che l'uomo possa aprirsi alla fede grazie ad una anteriore comprensione di sé e della propria esistenza. Questa pre-comprensione che egli propone sulla scia di Heidegger, va unita ad una demitizzazione dei testi sacri, la quale sappia distinguere nella Bibbia tra il mito, che tende a rappresentare la trascendenza in forma antropomorfica, e il kerigma, che costituisce il vero annuncio della salvezza.